# 太通道
分巡太通道，是清代江苏省下设的一个道级行政区。雍正八年（1730年）设置，乾隆六年（1741年）裁撤。辖太仓、通州2直隶州，驻崇明县。

## 沿革
雍正七年（1729年）九月初十日，江南巡查御史戴音保奏请将苏松太道移驻崇明县，一为加强对崇明县和长江口的控制，二为稽查通州私盐，并调解崇明与通州对涨出沙洲的争夺。雍正八年（1730年）八月壬寅，置太通道，驻崇明县:263，析苏松道太仓直隶州与淮扬道通州直隶州来属:261。雍正九年（1731年），太通道加兵备衔。乾隆五年（1740年）六月辛卯迁驻通州，乾隆六年（1741年）八月丙午，裁太通道:263。太仓直隶州还属苏松道:260，通州直隶州往属常镇道:259。

## 历任道员
| 姓名   | 籍贯       | 任职时间             | 功名 |
| ------ | ---------- | -------------------- | ---- |
| 包括   | 浙江钱塘   | 雍正九年（1731年）   | 进士 |
| 张鸣钧 | 浙江乌程   | 雍正十一年（1733年） | 进士 |
| 礼山   | 满洲正白旗 | 雍正十二年（1734年） | 监生 |